# Апостроф (буква)
Апостроф (ʼ) — буква, обозначающая преимущественно гортанную смычку.

## Использование
В Международном фонетическом алфавите обозначает абруптивность согласных, например: [kʼ], [tʼ]. Такое использование берёт своё начало в Стандартном алфавите Лепсиуса; Лепсиус же в свою очередь создал данный знак на основе греческого диакритического знака псили.
В письменностях многих языков (например, кириллическом алфавите для ненецкого и латинском для вымышленного клингонского) обозначает гортанную смычку [ʔ].
В одной из версий кильдинского саамского алфавита обозначает преаспирацию.
В украинском алфавите используется в той же функции, что Ъ в русском; использование именно этого символа необходимо, например, в IDN, где использование знаков пунктуации запрещено.

## Кодировка
В Юникоде апостроф-буква занимает кодовую позицию U+02BC и выглядит идентично правой одиночной кавычке (U+2019 ’ right single quotation mark) в большинстве шрифтов. Основное различие между апострофом-буквой и U+2019 заключается в том, что апостроф-буква U+02BC имеет основную категорию Юникода «Буква, модификатор» (англ. Letter, modifier; Lm), в то время как U+2019 имеет категорию «Пунктуация, закрывающая кавычка» (англ. Punctuation, Final quote; Pf).
В ранних версиях Юникода (1.0—2.1.9) U+02BC являлся предпочтительным символом для апострофа в английском языке. Однако начиная с версии 3.0.0 предпочтительным символом является U+2019, так как он определён как знак пунктуации. Характеристики букв Юникода и знаков препинания отличаются, что вызывает сложности, если для букв используются кодовые позиции знаков пунктуации и наоборот.